# Tang-e Sīstān
Tang-e Sīstān (persiska: تنگ سیستان) är en ort i Iran.   Den ligger i provinsen Lorestan, i den västra delen av landet, 400 km sydväst om huvudstaden Teheran. Tang-e Sīstān ligger 872 meter över havet och antalet invånare är 136.
Terrängen runt Tang-e Sīstān är kuperad åt nordväst, men åt sydost är den bergig. Tang-e Sīstān ligger nere i en dal.Runt Tang-e Sīstān är det ganska tätbefolkat, med 72 invånare per kvadratkilometer. Det finns inga andra samhällen i närheten. Omgivningarna runt Tang-e Sīstān är i huvudsak ett öppet busklandskap.